# Фабио Фонини
Фабио Фонини (роден на 24 май 1987 г. в Санремо, Италия) е професионален италиански тенисист.
Любимата му настилка е червеният клей, на която той спечели две ATP титли на сингъл в Щутгарт и Хамбург, достига четвъртфиналите на Ролан Гарос 2011 и полуфиналите на Монте Карло Мастърс през 2013 г.

## Ранен живот
Фонини е роден в семейството на Силвана и Фулвио, който е бизнесмен. Има и по-малка сестра, която се казва Фулвия. Започва да играе тенис, когато е на 4 години. Освен тениса, той е фен и на футбола и е привърженик на ФК Интер и ФК Дженоа. Харесва и мотоциклетизма и е почитател на Валентино Роси. Фонини владее Италиански, Английски, Испански и Френски език, а прякорът му е „Фоня“ ("Fogna").

## Кариера

### 2004 – 2006
Фонини започва професионалната си кариера с участия в много Фючърс и Чалънджър турнири. През 2005 г. той печели първите си два Фючърс турнира. През същата година стига и до още един финал на такова ниво. През 2006 г. влиза в основната схема на ATP турнир, провеждащ се в Буенос Айрес. След като преминава квалификациите, той отпада в първи кръг от евентуалния шампион Карлос Моя.

### 2007
През 2007 г. Фонини участва в първия си турнир от Големия шлем. Той преминава квалификациите на Ролан Гарос 2007, но е отстранен в първи кръг от световния No.35 Хуан Монако в пет сета.
На турнирите Чалънджър той играе финали в Сантяго де Чиле, Санремо и Фюрт, като във всеки един от тях губи в три сета. Партнирайки си с Фредерико Жил, той отстъпва и във финала на двойки на Чалънджъра във Фюрт.
За първи път Фонини завършва сезон в топ 100 на света (под No.94).

### 2008
През 2008 г. Фонини стига до полуфиналите на турнирите, провеждащи се във Варшава и Умаг. Също така той печели и два Чалънджър турнира на клей в Торино и Генуа.

### 2009
През месец април 2009 г. Фонини стига до трети кръг на Монте Карло Мастърс 2009 като квалификант. Той побеждава последователно Томаш Бердих и Марин Чилич, но в трети кръг е спрян от световния номер 4 Анди Мъри в два сета 6–7(11–13), 4–6, след като Фонини изпуска преднина от 5–0 в първия сет.

### 2010
На Ролан Гарос 2010 Фонини записва две последователни петсетови победи над Николас Масу и 13-ия поставен Гаел Монфис. В трети кръг бива надигран от Станислас Вавринка в три сета.
През юни 2010 г. на турнира Уимбълдън 2010, Фонини отстранява 8-ия поставен в схемата Фернандо Вердаско в първи кръг, а след това и Майкъл Ръсел. В трети кръг губи от Жюлиен Бенето в четири сета.

### 2011
През 2011 г. Фонини стига до четвъртфинал на турнир от Големия шлем за първи път в своята кариера. Това става на Ролан Гарос 2011, където той побеждава Денис Истомин в първи кръг и квалификанта Стефан Робер във втори. В трети кръг Фонини надиграва поставения под No.30 в схемата Гилермо Гарсия–Лопес в четири сета. Фонини си извоюва място в четвъртфиналите на турнира след драматичен мач с испанеца Алберт Монтанес, продължил 4 часа и 22 минути. Едва движещ се по корта в края на двубоя, Фонини в крайна сметка надделява и затваря мача с 11–9 в петия сет. В четвъртфиналната фаза го очаква световният номер 2 Новак Джокович, но още преди срещата Фонини обявява, че не може да излезе за мача, тъй като според докторите би било „опасно“ да играе. Независимо от това, Фонини става първият италианец в четвъртфиналите на Ролан Гарос след 1995 г. и първият, стигнал тази фаза на турнир от Големия шлем след 1998 г.
Заедно със сънародника си Симоне Болели, Фонини стига до полуфиналите на Ю Ес Оупън 2011 за двойки мъже.

### 2012
През месец април 2012 г. Фонини стига до първия си ATP финал. Това става на турнира БРД Настасе Тириак Трофи 2012, където той отстъпва на Жил Симон в мача за титлата с 4–6, 3–6.
Във втори кръг на Ролан Гарос 2012 Фонини побеждава Виктор Троицки в 5 сета след като спасява 2 мач бола. В следващия си мач губи от световния номер 5 Жо-Вилфрид Цонга.
На Уимбълдън 2012 Фонини се справя с Микаел Льодра в първи кръг, но във втори е отстранен от евентуалния шампион Роджър Федерер.
На Летните олимпийски игри 2012 в Лондон Фонини се изправя в първи кръг срещу Новак Джокович. Италианецът взима първия сет след като изостава с 3–5 и спасява два сет бола, но в крайна сметка Фонини отпада в три сета.
В края на август Фонини участва на Ю Ес Оупън 2012, където стига до трети кръг. В първия си мач, той побеждава Едуар Роже-Васлен в пет сета. В следващия си двубой надиграва Гилермо Гарсия–Лопес в три сета, но е спрян в трети кръг от представителя на домакините Анди Родик в четири сета, 5–7, 6–7(1–7), 6–4, 4–6.
През месец септември Фонини играе във втория си ATP финал за годината на турнира Санкт Петербург Оупън 2012, където отстъпва на Мартин Клижан с 2–6, 3–6.

### 2013
В началото на годината на Аустрелиън Оупън 2013 Фонини отпада още в първи кръг след загуба от Роберто Баутиста Агут. На двойки обаче заедно с Болели, той стига до полуфиналите, където италианците са спрени от братята Боб и Майк Брайън.
В трети кръг на Ролан Гарос 2013 Фонини е отстранен от евентуалния шампион Рафаел Надал с 6–7(5–7), 4–6, 4–6.
На Уимбълдън 2013 Фонини отпада в първи кръг, губейки от Юрген Мелцер в четири сета, 7–6(7–5), 5–7, 3–6, 2–6.
В турнира Мерцедес Къп 2013 в Щутгарт Фонини играе третия си финал, отстранявайки по пътя си Томи Хаас. В мача за трофея италианецът надиграва втория поставен Филип Колшрайбер в три сета, триумфирайки с първата си ATP титла. През следващата седмица на турнира Открито първенство по тенис на Германия 2013 Фонини увеличава успешната си серия на 10 поредни победи. Той преодолява последователно Алберт Рамос, Марсел Гранойерс и отново Томи Хаас, за да се класира за полуфиналите. Там той отстранява Николас Алмагро в два сета - с тази победа Фонини стига за втори пореден път ATP финал, първия на турнир от сериите 500. Фонини печели титлата след като побеждава квалификанта Федерико Делбонис, изоставайки с 1–4 във втория сет и спасявайки три мач бола в тайбрека на втория сет. В резултат на добрите си резултати в тези две седмици, италианецът влиза за първи път в топ 20 на света. Седем дни по-късно той отново стига до финал, този път в Умаг, като отстранява по пътя си Тимо де Бакер, Мартин Клижан и Гаел Монфис. Серията му от 13 поредни спечелени мача е прекъсната във финалния двубой от Томи Робредо.

## Кариерна статистика

#### Титли оттурнири от сериите Мастърс(1)
| година | турнир              | съперник във финала | резултат |
| ------ | ------------------- | ------------------- | -------- |
| 2019   | Монте Карло Мастърс | Душан Лайович       | 6–3, 6–4 |

### ATP финали на сингъл (9 титли; 19 финала)
| Легенда                               |
| ------------------------------------- |
| Турнири от Големия шлем (0–0)         |
| Финали на Световния Тур на ATP (0–0)  |
| Турнири от Сериите Мастърс 1000 (1–0) |
| Турнири от Сериите 500 (1–2)          |
| Турнири от Сериите 250 (7–8)          |

| Финали по настилка |
| ------------------ |
| Твърда (1–4)       |
| Трева (0–0)        |
| Клей (8–6)         |
| Килим (0–0)        |

|        | П–З  | Година            | Турнир                | Клас         | Настилка   | Опонент               | Резултат            |
| ------ | ---- | ----------------- | --------------------- | ------------ | ---------- | --------------------- | ------------------- |
| Загуба | 0–1  | 29 април 2012     | Румъния Оупън         | 250 серии    | Клей       | Жил Симон             | 4–6, 3–6            |
| Загуба | 0–2  | 23 септември 2012 | Санкт Петербург Оупън | 250 серии    | Твърда (з) | Мартин Клижан         | 2–6, 3–6            |
| Победа | 1–2  | 14 юли 2013       | Щутгарт Оупън         | 250 серии    | Клей       | Филип Колшрайбер      | 5–7, 6–4, 6–4       |
| Победа | 2–2  | 21 юли 2013       | Германия Оупън        | 500 серии    | Клей       | Федерико Делбонис     | 4–6, 7–6(10–8), 6–2 |
| Загуба | 2–3  | 28 юли 2013       | Хърватия Оупън        | 250 серии    | Клей       | Томи Робредо          | 0–6, 3–6            |
| Победа | 3–3  | 2014              | Чили Оупън            | 250 серии    | Клей       | Леонардо Майер        | 6–2, 6–4            |
| Загуба | 3–4  | 2014              | Аржентина Оупън       | 250 серии    | Клей       | Давид Ферер           | 4–6, 3–6            |
| Загуба | 3–5  | 2014              | Бавария Оупън         | 250 серии    | Клей       | Мартин Клижан         | 6–2, 1–6, 2–6       |
| Загуба | 3–6  | 2015              | Рио Оупън             | 500 серии    | Клей       | Давид Ферер           | 2–6, 3–6            |
| Загуба | 3–7  | 2015              | Германия Оупън        | 500 серии    | Клей       | Рафаел Надал          | 5–7, 5–7            |
| Победа | 4–7  | 2016              | Хърватия Оупън        | 250 серии    | Клей       | Андрей Мартин         | 6–4, 6–1            |
| Загуба | 4–8  | 2016              | Кремлин Къп           | 250 серии    | Твърда (з) | Пабло Каренио Буста   | 6–4, 3–6, 2–6       |
| Победа | 5–8  | 2017              | Суис Оупън            | 250 серии    | Клей       | Яник Ханфман          | 6–4, 7–5            |
| Загуба | 5–9  | 2017              | Санкт Петербург Оупън | 250 серии    | Твърда (з) | Дамир Джумхур         | 6–3, 4–6, 2–6       |
| Победа | 6–9  | 2018              | Брасил Оупън          | 250 серии    | Клей (з)   | Николас Джари         | 1–6, 6–1, 6–4       |
| Победа | 7–9  | 2018              | Швеция Оупън          | 250 серии    | Клей       | Ришар Гаске           | 6–3, 3–6, 6–1       |
| Победа | 8–9  | 2018              | Лос Кабос Оупън       | 250 серии    | Твърда     | Хуан Мартин дел Потро | 6–4, 6–2            |
| Загуба | 8–10 | 2018              | Чънду Оупън           | 250 серии    | Твърда     | Бърнард Томич         | 1–6, 6–3, 6–7(7–9)  |
| Победа | 9–10 | 2019              | Монте Карло Мастърс   | Мастърс 1000 | Клей       | Душан Лайович         | 6–3, 6–4            |

(з) = В зала

### ATP финали на двойки (8 титли; 20 финала)
| Легенда                               |
| ------------------------------------- |
| Турнири от Големия шлем (0–0)         |
| Финали на Световния Тур на ATP (0–0)  |
| Турнири от Сериите Мастърс 1000 (0–0) |
| Турнири от Сериите 500 (0–2)          |
| Турнири от Сериите 250 (2–2)          |

| Финали по настилка |
| ------------------ |
| Твърда (0–0)       |
| Трева (0–0)        |
| Клей (2–4)         |
| Килим (0–0)        |

| Изход     | No. | Дата             | Турнир                                     | Настилка | Партньор        | Опоненти                   | Резултат         |
| --------- | --- | ---------------- | ------------------------------------------ | -------- | --------------- | -------------------------- | ---------------- |
| Финалист  | 1.  | 14 юли 2008      | Кроейша Оупън, Умаг, Хърватия              | Клей     | Карлос Берлок   | Михал Мертиняк Петр Пала   | 6–2, 3–6, [5–10] |
| Финалист  | 2.  | 27 февруари 2010 | Абиерто Мехикано Телсел, Акапулко, Мексико | Клей     | Потито Стараче  | Лукаш Кубот Оливер Марах   | 0–6, 0–6         |
| Победител | 1.  | 30 юли 2011      | Студена Кроейша Оупън, Умаг, Хърватия      | Клей     | Симоне Болели   | Марин Чилич Ловро Зовко    | 6–3, 5–7, [10–7] |
| Финалист  | 3.  | 14 април 2012    | Гран При Хасан Втори, Казабланка, Мароко   | Клей     | Даниеле Брачали | Дъстин Браун Пол Хенли     | 5–7, 3–6         |
| Победител | 2.  | 24 февруари 2013 | Копа Кларо, Буенос Айрес, Аржентина        | Клей     | Симоне Болели   | Николас Монро Симон Щадлер | 6–3, 6–2         |
| Финалист  | 4.  | 2 март 2013      | Абиерто Мехикано Телсел, Акапулко, Мексико | Клей     | Симоне Болели   | Лукаш Кубот Давид Мареро   | 5–7, 2–6         |